# Il secolo magnifico
Il secolo magnifico (in turco: Muhteşem Yüzyıl, in inglese: The Magnificent Century) è una serie televisiva turca, basata sulla vita e sul regno del sultano Solimano il Magnifico, considerato il più grande sultano della storia ottomana, e della sua favorita e poi moglie legale, Hürrem Sultan. È stata trasmessa inizialmente su Show TV e poi, a partire dalla seconda stagione, su Star TV.

## Trama
La serie inizia con l'ascesa al trono dell'Impero ottomano del sultano Süleyman (Solimano il Magnifico) a ventisei anni. Giovane e ambizioso, Süleyman sogna di rafforzare il suo impero, sulla via di quello di Alessandro Magno. Comincia così, aiutato dall'amico Ibrahim il regno di Süleyman al Palazzo Topkapi, a Costantinopoli.
Dalla Crimea giunge una nave tartara che porta schiavi come un dono al Sultano. Fra essi vi è Aleksandra Lisowska, giovane figlia di un prete ortodosso ruteno, rapita e sottratta alla sua famiglia. La giovane diviene concubina del sultano Süleyman.
Nel corso della serie, Alexandra, che assume il nome Hürrem, scala le gerarchie nella corte del Sultano fino a divenirne la moglie ufficiale e madre di quattro principi. La trama si incentra sulla lotta per il potere di Hürrem, che diviene sempre più sanguinosa e spietata, fino alla vittoria finale.

## Episodi
| Stagione         | Episodi | Prima TV Turchia |
| ---------------- | ------- | ---------------- |
| Prima stagione   | 24      | 2011             |
| Seconda stagione | 39      | 2011-2012        |
| Terza stagione   | 40      | 2012-2013        |
| Quarta stagione  | 36      | 2013-2014        |

## Personaggi e interpreti

### Personaggi principali
| Attore                                      | Ruolo                            | Descrizione | Stagione |
| ------------------------------------------- | -------------------------------- | --- | -------- |
| Halit Ergenç                                | Suleyman (Solimano il Magnifico) | Solimano I, detto "il Magnifico" (tra gli occidentali) o Kanuni (tra i turchi), ovvero il Legislatore, sultano e padiscià dell'Impero Ottomano. | 1-4      |
| Meryem Sahra Uzerli (1-3) Vahide Perçin (4) | Hürrem Sultan                    | Haseki (favorita) e moglie legittima del sultano. Figlia di un sacerdote ortodosso, rapita dai tatari di Crimea. Madre di 4 figli e 1 figlia, è uno dei personaggi principali della serie.                                                                                  | 1-4      |
| Nebahat Çehre                               | Ayşe Hafsa                       | Valide Sultan, Madre di Sultano Solimano, Hatice Sultan, Beyhan Sultan, Şah Sultan e Fatma Sultan. Muore nell'episodio 61 della serie. | 1-2      |
| Nur Fettahoğlu                              | Mahidevran Sultan                | Madre del principe Mustafa | 1-4      |
| Okan Yalabık                                | Pargali Ibrahim Pascià           | Amico fraterno di Solimano, marito di Hatice Sultan, 31° Gran Visir dell'Impero ottomano. Nell'episodio 82 della serie viene giustiziato per ordine del sultano, a causa degli intrighi di Hurrem Sultan.                                                                   | 1-3      |
| Selma Ergeç                                 | Hatice Sultan                    | Prima sorella del Sultano. È sposata con Pargali Ibrahim Pascià, dal quale ha tre figli: Sultanzade Mehmed (morto in tenera età), Huricihan Sultan e Sultanzade Osman. Più tardi sposa Husrev Pashà. Nell'episodio 102, si suicida tra le braccia di suo fratello Solimano. | 1-3      |
| Mehmet Günsür                               | Mustafa                          | Unico figlio di Solimano e Mahidevran, figlio maggiore del sultano. Viene giustiziato per ordine di Solimano, a causa degli intrighi di Hurrem Sultan, nell'episodio 123 della serie.                                                                                       | 2-4      |
| Gürbey İleri                                | Şehzade Mehmed                   | Primo figlio di Hurrem e Solimano. Durante la serie è il principale rivale di Mustafa per il trono. Viene infettato dal vaiolo a opera di Mahidevran e muore nell'episodio 103.                                                                                             | 1-3      |
| Pelin Karahan                               | Mihrimah Sultan                  | Figlia di Hurrem e Solimano, moglie di Rustem Pascià. Madre di Ayşe Hümaşah Sultan e di Sultanzade Osman. Nell'episodio 139 lascia Istanbul per vivere in provincia. | 2-4      |
| Ozan Güven                                  | Rüstem Pascià                    | Gran visir e marito di Mihrimah (e precedentemente di Nigar); viene ucciso nella puntata 137 da Atmadja Tuğrul Bey. | 3-4      |
| Engin Öztürk                                | Şehzade Selim                    | Terzo figlio di Süleyman e Hürrem, undicesimo sultano dell'Impero Ottomano. Marito di Nurbanu Sultan, padre di Sehzade Murad, Sah Sultan, Ismihan Sultan e Gevherhan Sultan.                                                                                                | 2-4      |
| Aras Bulut İynemli                          | Şehzade Bayezid                  | Quarto figlio di Süleyman e Hürrem, sconfitto nella lotta per il trono con suo fratello maggiore Selim, si rifugia nell'Impero Safavide a Scia' Tahmasp. Nel 1561 viene ucciso con i suoi 5 figli per ordine di suo padre Solimano.                                         | 2        |
| Tolga Sarıtaş                               | Şehzade Cihangir                 | Quinto e ultimo figlio di Solimano e Hurrem, è affetto da cifosi. Muore nell'episodio 125 a causa della nostalgia struggente per suo fratello Mustafa. | 3        |
| Deniz Çakır                                 | Şah Sultan                       | Quarta sorella di Solimano, moglie di Lutfi Pascià e madre di Esmehan Sultan. Lascia Istanbul nell'episodio 104. | 3-4      |
| Meltem Cumbul                               | Fatma Sultan                     | Terza sorella di Solimano. È la moglie di Mustafa Pashà e più tardi di Kara Ahmed Pascià. Nell'episodio 130 lascia Istanbul. | 4        |
| Burak Özçivit                               | Malkoçoğlu Bali Bey              | Soldato ottomano, poi maggiordomo del Sultano. Viene rimosso dal suo incarico e, in seguito, torna in patria. Nella terza stagione ritorna ad Istanbul. Nella puntata 103 ritorna nuovamente in patria. Amato da Mihrimah Sultan e innamorato di Aybige.                    | 2-3      |
| Selen Öztürk                                | Gülfem Hatun                     | Damigella d'onore di Hatice Sultan; è una delle favorite di Solimano, al quale diede un principe che nacque morto. | 1-4      |
| Tolga Tekin                                 | Barbaros Hayreddin Paşa          | Primo capitano dell'impero come capitano-derya, Beylerbey dell'Africa, uno dei famosi marinai dell'Impero ottomano e suo grande ammiraglio. | 3-4      |

## Personaggi secondari

### Harem di Solimano
| Attore             | Ruolo                   | Descrizione | Stagione |
| ------------------ | ----------------------- | --- | -------- |
| Sema Keçik         | Daye Hatun              | Serva personale di Valide Sultan e tesoriera dell'harem, che lascia dopo la morte della madre sultana. Si suicida nell'episodio 62.                                                                                           | 1-2      |
| Filiz Ahmet        | Nigar Hatun             | Kalfa nell'harem, amante di Ibrahim Pascià, moglie di Rustem Pascià. Ha una figlia da Ibrahim Pascià, Esmanur. Nell'episodio 100 si suicida gettandosi in mare.                                                               | 1-3      |
| Selim Bayraktar    | Sümbül Ağa              | Agha, capo eunuco nell'harem e successivamente assistente di Hurrem Sultan. Il proprietario della prima casa di caffè ad Istanbul. Dopo la morte di Hurrem, aiuta Mihrimah Sultan.                                            | 1-4      |
| Engin Günaydın     | Gül Ağa                 | Eunuco e fedele assistente di Hurrem Sultan. Viene espulso dall'harem per l'ordine di Mahidevran Sultan nell'episodio 60. | 1-2      |
| Yüksel Ünal        | Şeker Ağa               | Il capocuoco principale dell'harem. | 1-4      |
| Nihan Büyükağaç    | Gülşah Hatun            | Serva di Mahidevran Sultan e poi di Hurrem Sultan. Viene uccisa da Nigar Kalfa nell'episodio 69, durante il tentato omicidio di Hatice Sultan.                                                                                | 1-3      |
| Burcu Tuna         | Gülnihal Hatun (Maria)  | Amica, serva e compaesana di Hurrem Sultan. Viene espulsa da palazzo e data in sposa. | 1-2      |
| Sebahat Kumaş      | Esma Hatun              | Servitrice di Hurram Sultan e la bambinaia dei suoi figli. | 1-2      |
| Melike İpek Yalova | Isabella Fortuna        | Principessa di Castiglia e Leon. Innamorata di Solimano, diviene poi vittima degli intrighi di Hurrem Sultan. È un personaggio fittizio.                                                                                      | 2        |
| Gökhan Tercanlı    | Perçem Ağa              | Alleato di Hürrem Sultan, è stato il suo servo fedele. Viene ucciso da Ibrahim Pascià | 2-3      |
| Cansu Dere         | Firuze Hatun (Hümeyra)  | Favorita di sultano Solimano e serva di Mihrimah Sultan. Nasconde di essere la rappresentante della dinastia Safavide (rivali dell'Impero ottomano). Espulsa dal palazzo una volta scoperta.                                  | 3        |
| Saadet Işıl Aksoy  | Sadıka Hatun (Victoria) | Sposa di un guerriero ungherese. Arriva a palazzo per vendicarsi del padishah. Serva della Valide Sultan, viene annegata per ordine di Ibrahim Pascià da Nasuh Efendi.                                                        | 1        |
| Sabina Toziya      | Afife Hatun             | Balia di Sultano Solimano e tesoriera dell'harem. Muore nell'episodio 119. | 3-4      |
| Saygın Soysal      | Mercan Ağa              | Eunuco dell'harem. Servo di Sah Sultan, diventa il custode delle camere del Sultano. | 3        |
| Ünal Yeter         | Kiraz Ağa               | Eunuco dell'harem ed assistente di Afife Hatun. Più tardi, per ordine di Hurrem sultan, ritorna al Vecchio Palazzo. | 3        |
| Kaya Akkaya        | Lokman Ağa              | Agha principale dell'harem. Custode delle camere del Sultano. Più tardi agha nel palazzo di Bayezid. Viene ucciso dai persiani nell'episodio 138.                                                                             | 4        |
| Burcu Güner        | Fahriye Kalfa (Hatun)   | Ex serva di Mahidevran Sultan, poi diventa la kalfa di Hürrem Sultan. Dopo la morte di Afife Hatun diventa la tesoriera dell'harem (hazinedar). Più tardi kalfa di Selim a Manisa. Viene uccisa da Nurbanu nell'episodio 136. | 3-4      |
| Almeda Abazi       | Nazenin Hatun (Valeria) | Ex serva di Cecilia (Nurbanu) a Venezia. Concubina di Solimano. Madre di Raziye Sultan. Uccisa da Nurbanu nell'episodio 114.                                                                                                  | 4        |
| Seda Arslan        | Nazlı Hatun             | Serva di Hürrem e bambinaia di Cihangir. Uccisa nell'episodio 78 per ordine di Hatice Sultan. | 3        |

### Harem di Mustafa
| Attore           | Ruolo                    | Descrizione | Stagione |
| ---------------- | ------------------------ | --- | -------- |
| Melisa Sözen     | Efsun Hatun (Nora)       | Concubina di Mustafa ed ex serva di Hürrem Sultan. Nell'episodio 57 della serie muore a causa di un aborto. | 2        |
| Gonca Sarıyıldız | Fatma Hatun (Adriana)    | Concubina di Mustafa e serva di Mahidevran Sultan. Brucia la faccia di Hürrem per ordine di Valide Sultan. Madre di Şehzade Süleyman. Nell'episodio 81 della serie impazzisce in seguito alla morte del figlio e si suicida. | 2-3      |
| Serkan Altunorak | Taşlıcalı Yahya Bey      | Amico di Şehzade Mustafa, guerriero e poeta. È innamorato di Mihrimah Sultan. | 3-4      |
| Cemre Ebuzziya   | Helena Hatun             | Favorita di Mustafa. Promessa sposa di Mustafa, ritorna dalla sua famiglia dopo essere stata rifiutata da quest'ultimo. Era fidanzata di Abbas Agha.                                                                         | 3        |
| Melisa Akman     | Gülizar Hatun            | La concubina inviata da Hürrem Sultan a Manisa per uccidere Mustafa. Nell'episodio 80 si suicida buttandosi dal balcone durante l'interrogatorio di Solimano ed Ibrahim Pascià.                                              | 3        |
| Serenay Aktaş    | Ayşe Hatun               | Concubina di Mustafa, madre di Nergisşah Sultan. | 3        |
| Alize Gördüm     | Nergisşah Sultan         | Figlia di Mustafa e Ayşe Hatun. | 3-4      |
| Elif Atakan      | Rümeysa Hatun (Lucrezia) | Concubina di Mustafa, sorella di Gabriella. Uccisa nell'episodio 105 durante il tentato omicidio di Mustafa. | 3-4      |
| Berrak Tüzünataç | Mihrünnisa Sultan        | Moglie di Mustafa, figlia di Barbaros Hayreddin Pascià. Madre di Şehzade Mehmed. Si suicida nell'episodio 126 della serie.                                                                                                   | 4        |
| Gamze Dar        | Fidan Hatun              | Kalfa principale e poi tesoriera nel palazzo di Mustafa, serva di Mahidevran Sultan. Una delle ragazze che hanno bruciato la faccia di Hurrem Sultan.                                                                        | 2-3-4    |

### Harem di Mehmed
| Attore           | Ruolo                  | Descrizione                                                                                   | Stagione |
| ---------------- | ---------------------- | --------------------------------------------------------------------------------------------- | -------- |
| İrem Helvacıoğlu | Nurbahar Hatun (Clara) | La concubina di Şehzade Mehmed. Dopo aver subito un aborto viene espulsa dal palazzo.         | 3        |
| Patrycja Widlak  | Cihan Hatun            | La concubina incinta di Şehzade Mehmed.                                                       | 3        |
| Çağkan Çulha     | İlyas                  | Assistente ed amico di Şehzade Mehmed, inviato da Mahidevran. Coinvolto nella morte di Mehmed | 3        |

### Harem di Selim
| Attore            | Ruolo            | Descrizione | Stagione |
| ----------------- | ---------------- | --- | -------- |
| Merve Boluğur     | Nurbanu Sultan   | Favorita di Şehzade Selim, madre di Şehzade Murad, Ismihan Sultan, Gevherhan Sultan e Şah Sultan                                   | 4        |
| Serhan Onat       | Şehzade Murad    | Figlio di Şehzade Selim e Nurbanu Sultan, dodicesimo sultano dell'Impero Ottomano                                                  | 4        |
| Ilgaz Fırat       | Ismihan Sultan   | Figlia di Şehzade Selim e Nurbanu Sultan. Gemella di Gevherhan e Şah.                                                              | 4        |
| Elif İrem Öz      | Gevherhan Sultan | Figlia di Şehzade Selim e Nurbanu Sultan. Gemella di Ismihan e Gevherhan.                                                          | 4        |
| İraz Fırat        | Şah Sultan       | Figlia di Şehzade Selim e Nurbanu Sultan. Gemella di Şah e Gevherhan.                                                              | 4        |
| Cavit Çetin Güner | Gazanfer Ağa     | Agha principale e custode delle camere di Şehzade Selim. Assistente di Nurbanu, innamorato di lei.                                 | 4        |
| Kübra Kip         | Canfeda Hatun    | Kalfa nell'harem di Şehzade Selim, serva ed amica di Nurbanu Sultan.                                                               | 4        |
| Reyhan Taşören    | Dilşah Hatun     | Concubina di Şehzade Selim e principale rivale di Nurbanu Sultan. Viene uccisa nell'episodio 130 mentre cerca di uccidere Nurbanu. | 4        |
| Gözde Türker      | Safiye Hatun     | Favorita di Murad III. Madre di Mehmed III. Compare alla fine della serie.                                                         | 4        |

### Harem di Bayezid
| Attore        | Ruolo               | Descrizione | Stagione |
| ------------- | ------------------- | --- | -------- |
| Burcu Özberk  | Huricihan Sultan    | Figlia di Ibrahim Pascià e Hatice Sultan. Moglie di Şehzade Bayezid. Muore nell'episodio 129. | 4        |
| Özge Gürel    | Rana Hatun          | Concubina di Şehzade Bayezid. Madre di Şehzade Orhan, Şehzade Osman, Ayşe Sultan, Şehzade Abdüllah, Şehzade Mahmud, Mihrümah Sultan, Handaze Sultan e Hatice Sultan. Nell'episodio 129 viene trovata impiccata. | 4        |
| Yasemin Allen | Defne Hatun (Luisa) | Favorita di Şehzade Bayezid dopo la morte di Huricihan Sultan. Ex spia di Nurbanu e madre di Şehzade Mehmed. Nell'episodio 139 si suicida con il figlio per non farsi uccidere da Nurbanu.                      | 4        |

### Consiglio del Divan
| Attore                  | Ruolo                    | Descrizione | Stagione |
| ----------------------- | ------------------------ | --- | -------- |
| Arif Erkin Güzelbeyoğlu | Piri Mehmed Pascià       | Il 30 ° Gran Visir dell'Impero Ottomano che ha servito sia a Yavuz Sultan Selim e Solimano il Magnifico. | 1        |
| Fehmi Karaarslan        | Ayas Mehmed Pascià       | Il secondo visir nei tempi di Ibrahim Pascià. Più tardi 32 ° Gran Visir dell'Impero ottomano. Sostenitore di Hurrem Sultan. Morì di peste. | 1-3      |
| Mehmet Özgür            | Çelebi Lütfi Pascià      | Il 33 ° Gran Visir dell'Impero ottomano. Marito di Şah Sultan. Nell'episodio 100 ha picchiato la moglie, dopo di che viene rimosso dal suo incarico e mandato a Didymoteicho. | 3        |
| İbrahim Raci Öksüz      | Hadım Süleyman Paşa      | Il 34 ° Gran Visir dell'Impero Ottomano. Due volte governatore d'Egitto ed è stato primo comandante della marina ottomana che ha fatto la spedizione per la prima volta in India.                                                                                                | 3        |
| Yetkin Dikinciler       | Kara Ahmed Paşa          | Il 36 ° Gran Visir dell'Impero Ottomano. Il secondo marito di Fatma Sultan. Giustiziato nell'episodio 128. | 4        |
| Yıldırım Fikret Urağ    | Sokollu Mehmed Paşa      | Capo portinaio, poi kapudan pasha dopo Barbarossa. Il 39 ° e 41 ° Gran Visir dell'Impero Ottomano. | 4        |
| Serdar Orçin            | Sinan Paşa               | Fratello di Rüstem Pascià. Kapudan Pasha dopo il Sokollu. Ucciso da Atmadja nell'episodio 126. | 4        |
| Murat Tüzün             | Kha'in Ahmed Pascià      | Nemico di Ibrahim Pascià, il secondo visir dell'Impero Ottomano al tempo di Piri Pasha, poi il Beylerbey d'Egitto, georgiano per origine. Fu giustiziato per tradimento e collusione da Kadizadeh Mehmed Bey.                                                                    | 1        |
| Kıvanç Kılınç           | Ferhad Paşa              | Il terzo Visir dell'Impero Ottomano durante i tempi di Piri Pasha, poi governatore di Smederevo. Il marito di Beyhan Sultan. Nell'episodio 21 è stato giustiziato per ordine di Solimano.                                                                                        | 1        |
| Luran Ahmeti            | Deli Hüsrev Paşa         | Il Visir dell'Impero Ottomano, il secondo marito di Hatice Sultan. | 3        |
| İsgender Altın          | Fenarizade Efendi        | Sheikh-ul-Islam dell'Impero Ottomano. Si è dimesso dopo le accuse di nepotismo. | 4        |
| Tuncel Kurtiz           | Ebussuud Efendi          | Qadi prima di Bursa, poi di Istanbul, il Kadiasker di Rumelia dopo lo sheikh-ul-Islam dell'Impero Ottomano. La gente lo chiamava Khoja Çelebi. | 3-4      |
| Hasan Küçükçetin        | İskender Çelebi          | Defterdar (tesoriere principale). Il nemico di Ibrahim Pascià, nominato come l'assistente di Ibrahim Pascià per l'ordine di Solimano, molto tempo era nascosto sotto il nome di Efendi Hazretleri. Sostenitore di Hurrem Sultan. Fu giustiziato su iniziativa di Ibrahim Pascià. | 1-2      |
| Adnan Koç               | Behram Paşa              | L'ex governatore di una delle province, rimosso dal suo incarico da Ibrahim Pascià. Era un sostenitore di Efendi Hazretleri. Più tardi ucciso da Ibrahim Pascià. | 1        |
| Rahmi Dilligil          | Mustafa Paşa             | Primo marito di Fatma Sultan. Sanjak-bey di Antiochia. Nell'episodio 110 è stato avvelenato da Fatma Sultan. | 4        |
| Süleyman Karaahmet      | Ali-ağa                  | Agha dei giannizzeri. Fu giustiziato per ordine di Solimano da Mustafa. | 4        |
| Selahattin Toz          | Ferhat-ağa               | Agha dei giannizzeri dopo Ali-ağa. Fu giustiziato da Solimano ad personam. | 4        |
| Burak Demir             | Hüseyn Çavuş (Ağa)       | Agha dei giannizzeri dopo Ferhat-ağa. Era un sostenitore di Mustafa e nemico di Rüstem Pascià. Ucciso dai persiani nel 138 serie. | 4        |
| Rezzak Aklar            | Piri Reis                | Il capitano e il "saggio dei mari". | 4        |
| Yaşar Aydınlıoğlu       | Turgut Reis              | Uno dei capitani della flotta ottomana. Sostenitore di Mustafa. | 4        |
| Gürkan Uygun            | Mimar Sinan              | Il più famoso architetto del periodo. | 3        |
| Ozan Dağgez             | Mehmet Çelebi            | Il figlio di Piri Mehmet Paşa, l'insegnante di Mustafa e il fidanzato di Hatice Sultan. | 1        |
| Levent Taşçı            | Celalzade Mustafa Çelebi | Il segretario del diwan, poi l'impiegato principale del palazzo. | 2-3      |
| Fatih Al                | Matrakçı Nasuh           | Famoso miniatore, storico e matematico del periodo. Amico di Ibrahim Pascià, fidanzato di Sadyka, ex-marito di Nigar kalfa. Autore di Süleymannâme. Lascia Istanbul nell'episodio 111.                                                                                           | 1-4      |

### Europa
| Attore             | Ruolo                   | Descrizione | Stagione |
| ------------------ | ----------------------- | --- | -------- |
| Alp Öyken          | Clemente VII            | Sommo Pontefice e 219º papa della Chiesa cattolica.                                                                          | 1        |
| Ünal Silver        | Carlo V d'Asburgo       | Imperatore del Sacro Romano Impero.                                                                                          | 3-4      |
| Kadir Çermik       | Luigi II Jagellone      | Re d'Ungheria e della Repubblica Сeca fino al 1526, nell'episodio viene ucciso in ritirata dalla battaglia di Mohács.        | 1-2      |
| Burhan Görgülü     | Papa Paolo III          | Sommo Pontefice e 220º papa della Chiesa cattolica.                                                                          | 2-3      |
| Ayşe Özdemir       | Gabriella Sfenza de Feo | Commerciante genovese e sorella di Rumeysa Hatun. Lascia il palazzo di Manisa nell'episodio 93.                              | 3        |
| Özge Ulusoy        | Anna Jagellona          | Principessa polacca, figlia del re Sigismondo.                                                                               | 4        |
| Makbule Meyzinoğlu | Isabella d'Aviz         | Sposa dell'imperatore Carlo V.                                                                                               | 3        |
| Cemil Büyükdöğerli | Giuseppe Nasi           | Nipote di Grazia Nasi, fornitore di vino e amico di Şehzade Selim.                                                           | 4        |
| Dolunay Soysert    | Grazia Mendez           | Famosa commerciante ebrea presa sotto la protezione di Solimano. Amante di Rüstem Pascià.                                    | 4        |
| Barış Aksavaş      | Jean de La Forêt        | Era un ambasciatore francese, il primo ambasciatore ufficiale e permanente presso l'Impero Ottomano, amico di Ibrahim Pascià | 3        |

### Altri Personaggi
| Attore                    | Ruolo                   | Descrizione | Stagione |
| ------------------------- | ----------------------- | --- | -------- |
| Okan Yalabık              | Nico                    | Fratello gemello di Ibrahim Pascià. | 1-3      |
| Deniz Tözün               | Esmanur (Kadir)         | Figlia di Ibrahim Pascià e Nigar kalfa. | 3        |
| Yıldız Kültür             | Hanımağa                | Padrona di una tenuta a Manisa. Acquistò Teo (Ibrahim giovane), che era uno schiavo proveniente da Parga e gli diede il nome di Ibrahim. È stata molto importante per la crescita del bambino, che considerava come un figlio. | 3        |
| Seçkin Özdemir            | Luca (Leo)              | Pittore ed ex-fidanzato di Alexandra (Hürrem). Amico di Matrakçı Nasuh. Vittima degli intrighi di Ibrahim Pascià, viene avvelenato nell'episodio 24. | 1        |
| Tansel Öngel/Erman Saban  | Alvise Gritti           | Figlio illegittimo di Andrea Gritti, una delle persone più ricche dell'Impero Ottomano. Successivamente verrà giustiziato per ordine del re ungherese. | 1-2      |
| Güner Özkul               | Rakel Hatun             | Ricca commerciante ebrea. Ha prestato dei soldi a Hafsa Sultan, Mahidevran Sultan e Hürrem Sultan. Tradisce Hürrem congiurando con Şah Sultan. | 2-3      |
| Müjde Uzman               | Armin                   | Figlia di Joshua Bey e moglie di Bali Bey, muore di peste il giorno dopo il matrimonio. | 1        |
| Ahmet Karaakman           | Joshua Bey              | Commerciante ebreo di gioielli al mercato e padre di Armin. | 1        |
| Orhan Eşkin               | Ahmet Çelebi            | Figlio di Ebussuud Effendi, scienziato e maestro. | 3        |
| Özlem Ünaldı              | Emine Hatun             | Balia di Ayşe Hümaşah Sultan (figlia di Mihrimah Sultan). Spia di Sah Sultan nel palazzo di Rüstem Pascià e Mihrimah Sultan. Nell'episodio 103 viene annegata in mare per ordine di Mihrimah Sultan. | 3        |
| Zühre Koç                 | Elenica Hatun           | Danzatrice che lavora alla taverna e ha una relazione con Malkoçoğlu Bali Bey. | 2-3      |
| Şefika Tolun              | Zeyneb Hatun            | Moglie di Ebussuud Efendi e madre di Ahmed Çelebi. Amica di Hürrem Sultan. | 3        |
| Aykut Ünal                | Abbas Ağa               | Ricco commerciante a Manisa. Fidanzato di Helena. Nell'episodio 75, dopo il tentato omicidio di Mustafa, viene ucciso da parte di quest'ultimo. | 3        |
| Deniz Celiloğlu           | İsmail Maşuki           | Predicatore islamico. Nell'episodio 98 viene giustiziato per ordine di Solimano. | 3        |
| Şevval Sam                | Şarkıcı Hatun           | Hatun che canta durante la cerimonia di nozze di Mihrimah Sultan. | 3        |
| Esra Akkaya               | Fahişe Hatun            | Prostituta catturata da Lütfi Paşa. Nell'episodio 100 viene bruciata con un ferro rovente per ordine di Lütfi Paşa. | 3        |
| Sarp Akkaya               | Atmadja Tuğrul bey      | Difensore e assistente di Mustafa (poi di Şehzade Bayezid). Muore nella puntata 137, ucciso da Rüstem Pascià – che a sua volta uccide. | 4        |
| Hilmi Cem İntepe          | Yavuz                   | Difensore segreto di Mustafa. Assistente di Atmadja. Nell'episodio 120 viene ucciso come risultato di un tentato omicidio di Şehzade Mustafa da parte di Rüstem Pascià. | 4        |
| Goncagül Sunar            | Cevher Hatun            | Commerciante di tessuti. Amata di Sümbül Ağa, ma serva segreta dei sostenitori di Mustafa. Viene avvelenata da Sümbül Ağa. | 4        |
| Suat Karausta             | Zal Mahmut Ağa (Paşa)   | Fedele assistente e braccio destro di Rüstem Pascià. Ha avuto un ruolo nell'omicidio di Mustafa. Ferito a morte da Atmadja nell'episodio 137. | 3-4      |
| Elif Taş                  | Gülbahar Hatun (Olivia) | Danzatrice che lavorava alla taverna, salvata da Rüstem Pascià. Kalfa principale nel palazzo di quest'ultimo e Mihrimah Sultan. | 3-4      |
| Umut Özkan                | Abbas-ağa               | Servitore ed assistente di Elkas Mirza. Spia di Scia' Tahmasp. | 4        |
| Nesrin Atar               | Eftalia                 | Amante di Şehzade Selim e moglie di Dimitri. Nell'episodio 117 viene bruciata nella propria casa da Şehzade Selim. | 4        |
| Taner Turan               | Dimitri                 | Mercante e marito di Eftalia. Nell'episodio 117, dopo aver ricattato Selim, viene bruciato in casa sua dal principe insieme a sua moglie Eftalia. | 4        |
| Volkan Girgin             | Yakup Ağa               | Commerciante di caffè al mercato, amico ed assistente nel negozio di caffè di Sümbül Ağa. | 4        |
| Ceren Hindistan           | Ahsen Hatun             | Concubina fedele a Hürrem Sultan inviata al palazzo di Shah Sultan per sedurre Lütfi Paşa. Nell'episodio 98 viene uccisa da Mercan Ağa. | 3        |
| Melisa Kavsak             | Signora Silvia          | Silvia è una ragazza nobile che Malkoçoğlu Bali Bey ha incontrato durante un'operazione militare. Nipote dell'ambasciatore veneziano nell'Impero Ottomano. | 3        |
| Büşra Pekin               | Şirin Hatun             | Commerciante che porta i tessuti alle concubine dell'harem di Manisa. Compare nell'episodio 60. È una spia di Hürren Sultan. | 2        |
| Gökhan Alkan/Sermet Yeşil | Scià Tahmasp            | Secondo scià della dinastia Safavide - nemici dell'Impero Ottomano. Figlio primogenito di Scià Ismāʿīl I, fondatore dell'Impero Safavide | 3-4      |
| Pamir Pekin               | Elkas Mirza             | Şehzade dell'Impero Safavide. Fratello di Scià Tahmasp. Si ribellò per ascendere al trono, ma dopo un fallimento, fuggì e cercò rifugio presso il sultano Solimano. È innamorato di Fatma Sultan. | 4        |
| Macit Koper               | Lala Mustafa Paşa       | Lala di Şehzade Bayezid e dopo Lala di Şehzade Selim. Tradisce Bayezid. È un sostenitore di Selim. Era il Beylerbey di Van, Erzurum, Aleppo e Damasco. È stato il comandante della marina durante la conquista di Cipro. È stato un gran visir per tre mesi sotto il regno di Murat III. Lala sig.(tutore del sultano, cioè di şehzade che diventeranno sultani in futuro) | 4        |
| Burak Sağyaşar            | Pedro                   | Medico spagnolo, salva Mihrimah sultan da una malattia cutanea e poi diventa amato della ragazza. | 4        |

## Accoglienza
La serie ha riscosso un grande successo internazionale, registrando indici d'ascolto costantemente elevati.

### Controversie
La serie ha generato tante controversie e critiche da parte di alcuni spettatori. Molti hanno definito la rappresentazione del sultano "irrispettosa", "indecente" ed "edonistica". Il Consiglio Supremo della Radio e Televisione della Turchia (RTÜK) ha affermato di aver ricevuto più di 70.000 rimostranze riguardo alla serie ed ha chiesto Show TV di scusarsi pubblicamente per aver esposto erroneamente "la privacy di un personaggio storico".
L'allora primo ministro turco Recep Tayyip Erdoğan ha criticato e ha chiesto la censura della serie «in quanto viola la vita privata e imbratta la storia secolare della nostra nazione». Il parlamentare Oktay Saral, del Partito della Giustizia e dello Sviluppo, ha minacciato di mettere fuori legge la "falsa rappresentazione di figure storiche" nelle serie televisive. Piccoli gruppi di islamisti e di nazionalisti hanno duramente criticato la serie.
La trasmissione della serie è stata cancellata in Malaysia, in quanto alcune scene sono state considerate non adatte «all'interno del contesto islamico».

### Successo internazionale
La serie ha conquistato un pubblico internazionale di circa 200 milioni di telespettatori ed è stata trasmessa in 43 paesi.
Nielsen Media Research ha rilevato che la serie risultava la più seguita in Bosnia ed Erzegovina nel 2013 e la quarta in Serbia. Il successo della serie è considerato parte di una costante riscoperta della cultura e dell'identità ottomana nei Balcani, similmente a quanto rilevato per altre serie televisive turche, come Öyle Bir Geçer Zaman Ki (la più seguita nella Repubblica di Macedonia) o Fatmagül'ün Suçu Ne? (che ha registrato alti livelli di ascolto nel 2012 in Kosovo). Il sociologo serbo Ratko Bozovic ha identificato la popolarità delle serie televisive turche nei riferimenti ai valori tradizionali e patriarcali e nelle molteplici analogie culturali e linguistiche tra la Turchia e i paesi balcanici: «La mentalità raffigurata in questi spettacoli televisivi ha a che fare con la conoscenza tradizionale della moralità che la gente in Serbia ricorda ad un certo livello.» Secondo Bozovic, i Balcani hanno dovuto affrontare cambiamenti sociali drastici nell'ambito della vita familiare e le serie televisive turche li aiutano a ricordare i sistemi di valori che ora sembrano perduti.
In Grecia la serie è diventata così popolare che il vescovo Anthimos di Salonicco e il partito Alba Dorata hanno esortato il pubblico greco a non guardarla. «Nessuno dovrebbe guardare Muhteşem Yüzyıl», ha riferito il vescovo Anthimos, aggiungendo: «Guardando le telenovele turche accettiamo che siamo arresi».
Nella Repubblica di Macedonia, le telenovele turche sono diventate così popolari, che il parlamento macedone si è attivato in modo da ridurre l'impatto culturale turco nella società macedone. Le telenovele turche verranno gradualmente rimosse e sostituite da programmi televisivi nazionali, secondo un progetto di legge del parlamento.
In Cile, dove la serie è chiamata El Sultan è andata in onda a partire dal 14 dicembre su Canal 13 in prima serata con grande successo. La voce spagnola di Süleyman è la stessa di quella di Onur nel doppiaggio spagnolo della serie turca trasmessa con il nome Las mil y una noches. La soap opera ha debuttato subito dopo il penultimo capitolo di Los 80, un famoso dramma familiare storico prodotto dal Canal 13.
In Pakistan, la serie è stata chiamata میرا سلطان: داستان جلال و جمال (Mera Sultan: Dastan-e-Jalal-o-Jamal) ed è andata in onda sul canale Geo Kahani, divenendo la trasmissione più popolare sul canale e ricevendo il più alto TRP. Tuttavia, il canale ha dovuto affrontare diverse controversie e la trasmissione della serie è stata fermata un paio di volte, riprendendo poi la trasmissione dopo le pressioni del pubblico. L'industria televisiva pakistana è stata colpita negativamente dal successo delle telenovele turche e l'attore protagonista della serie, Halit Ergenç, ha vinto per la prima volta il premio International Icon Award nel più grande riconoscimento dei premi Lux Style Awards nel 2017.
In Bangladesh, la serie è stata chiamata Sultan Suleiman ed è stata trasmessa sul nuovo canale Deepto T, che è stato lanciato nel novembre del 2015 e ha iniziato la sua attività trasmettendo il primo e il secondo episodio della serie, risultata il primo prodotto televisivo turco trasmesso nella televisione bengalese. La popolarità della serie ha portato un grande successo in termini di ascolti al canale televisivo. Alcune celebrità televisive bengalesi hanno protestato il monopolio della serie, chiedendo a Deepto tv di fermarne la trasmissione. Nonostante molte controversie, il canale ha deciso di riprendere la serie il 1º gennaio 2017, riprendendo la quarta stagione.

## Distribuzione internazionale
- Italia: La serie è stata trasmessa in lingua originale con sottotitoli in italiano da Babel TV durante il periodo in cui faceva parte di Sky Italia.

## Sequel
Dalla serie è stato tratto un sequel: Il secolo magnifico: Kösem, che narra l'ascesa di Kösem Sultan, da concubina di Ahmed I a donna più potente della storia ottomana.